# 顾焯
顾焯，长洲人，清朝政治人物。同进士出身。
康熙十五年（1676年）丙辰科進士。曾于康熙三十九年接替迟维城任福州府知府一职，康熙四十三年由周元勲接任。